# باشگاه ورزشی نیروی هوایی (سری‌لانکا)
باشگاه ورزشی نیروی هوایی یک باشگاه فوتبال از سری‌لانکا است  که در شهر کلمبو استان غربی، سری‌لانکا قرار دارد.